# François de Foix
François de Foix (1512 - 1594), cunoscut și ca François de Foix-Candale a fost un episcop francez.
A fost și profesor de matematică la Colegiul Regal.
A tradus în franceză primele nouă cărți din "Elementele" lui Euclid pe care le-a publicat în 1565, iar în 1566 celelalte cărți, la care a adăugat alte 3 cărți scrise de el, tratând diverse tipuri de poliedre.
De asemenea, a publicat diverse tipuri de opere de matematică și astronomie.
1. ↑  Catholic-Hierarchy.org, accesat în 18 octombrie 2020
2. ↑  IdRef, accesat în 13 mai 2020